# Eocyclotosaurus

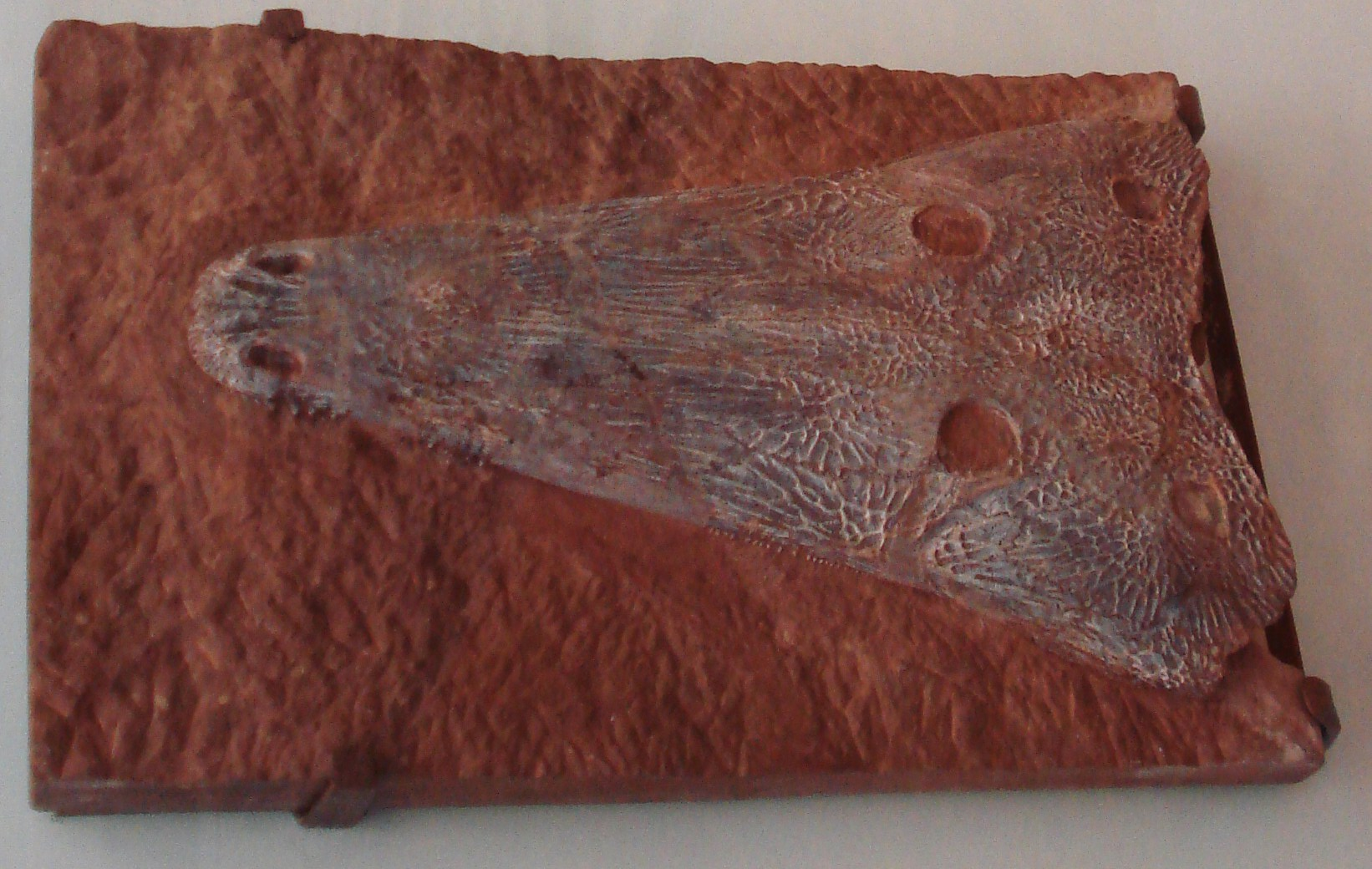
Cráneo de Eocyclotosaurus woschmidti

Eocyclotosaurus es un género extinto de temnospóndilos que vivieron a finales del período Triásico, en lo que hoy es Alemania, Francia, Inglaterra y el oeste de los Estados Unidos. Se estima que medía más de 1 metro y tenía un cráneo de 22 centímetros.